# 光野桃
光野 桃（みつの もも、1956年1月26日 - ）は、東京都出身のエッセイスト。

## 来歴
1956年、東京都出身。1978年、小池一子に師事したあと、婦人画報社（現、ハースト婦人画報社）『25ans』創刊スタッフとしてファッション・美容ページを担当。齋藤薫は同僚。1983年、夫の転勤により退社し、イタリア・ミラノへ転居。1988年から1992年は、イタリアで取材活動。2002年から2006年にはバーレーン在住後、帰国。

## 著書
- 『私のスタイルを探して』大和書房, 1995.11 のち新潮文庫
- 『おしゃれの視線』婦人画報社, 1995.5 のち新潮文庫
- 『贅沢スタイル Style & mode』婦人画報社, 1996.11
- 『「洗練」の法則 自分らしい生き方が装いの「格」をつくる』講談社 1996.12　「おしゃれの階段」 (新潮文庫)
- 『着ること、生きること』講談社, 1996.3　のち新潮文庫
- 『妹たちへの贈り物』集英社, 1996.7 のち集英社文庫
- 『男と女装いの向こうに』講談社, 1998.7　「可愛らしさの匂い」 (新潮文庫)
- 『光野桃エレ・マニ日記』東京書籍, 1999.　のち新潮文庫
- 『光野桃ソウルコレクション』集英社, 1999.4 「ソウルコレクション 心にエネルギー補給する40の物語」 (集英社文庫)
- 『実りを待つ季節』新潮社, 2000.1 のち文庫
- 『個人生活 イタリアが教えてくれた美意識』幻冬舎文庫 2000.2
- 『ベネチア行き』幻冬舎, 2001.3 のち文庫
- 『スランプ・サーフィン』文藝春秋, 2001.7 のち文庫
- 『おしゃれのベーシック』文藝春秋, 2006.11　のち文庫
- 『スピリチュアルデトックス』文藝春秋, 2007.11
- 『感じるからだ』文藝春秋, 2009.5 「感じるからだ からだと心にみずみずしい感覚を取り戻すレッスン」だいわ文庫
- 『おしゃれの視線 私のスタイルを探して』文春文庫 2009.6
- 『森へ行く日』山と溪谷社, 2010.7
- 『あなたは欠けた月ではない』文化学園文化出版局, 2011.11
- 『実りの庭』文藝春秋, 2011.5
- 『おしゃれの幸福論』中経出版, 2013.7
- 『自由を着る』KADOKAWA, 2016.3
- 『白いシャツは、白髪になるまで待って』幻冬舎, 2018.5
- 『これからの私をつくる29の美しいこと』講談社, 2018.7

### 共著
- 『成熟へのジュエリー』伊藤岬共著. 講談社, 1997.11
- 『優雅で野蛮な女になる方法』齋藤薫共著. 新潮社, 2001.2 のち文庫

翻訳
- クラウスーユルゲン・ゼンバッハ『アルバムオードリー・ヘップバーン その洗練と潔い生き方』監訳・文. 講談社, 1997.12